# Canton de Causse-Comtal
Le canton de Causse-Comtal est une circonscription électorale française du département de l'Aveyron, créée par le décret du 21 février 2014 et entrée en vigueur lors des élections départementales de 2015.

## Histoire
Un nouveau découpage territorial de l'Aveyron entre en vigueur en mars 2015, défini par le décret du 21 février 2014, en application des lois du 17 mai 2013 (loi organique 2013-402 et loi 2013-403). Les conseillers départementaux sont, à compter de ces élections, élus au scrutin majoritaire binominal mixte. Les électeurs de chaque canton élisent au Conseil départemental, nouvelle appellation du Conseil général, deux membres de sexe différent, qui se présentent en binôme de candidats. Les conseillers départementaux sont élus pour 6 ans au scrutin binominal majoritaire à deux tours, l'accès au second tour nécessitant 12,5 % des inscrits au 1er tour. En outre la totalité des conseillers départementaux est renouvelée. Ce nouveau mode de scrutin nécessite un redécoupage des cantons dont le nombre est divisé par deux avec arrondi à l'unité impaire supérieure. En Aveyron, le nombre de cantons passe ainsi de 46 à 23. Le canton du Causse-Comtal fait partie des 21 nouveaux cantons du département, deux cantons conservant leur dénomination (Saint-Affrique et Villefranche-de-Rouergue).

## Représentation
| Période élective | Période élective | Mandat | Mandat   | Identité          | Nuance | Nuance | Qualité |
| ---------------- | ---------------- | ------ | -------- | ----------------- | ------ | ------ | --- |
| 2015             | 2021             | 2015   | 2021     | Magali Bessaou    |        | LR     | Directrice de l’association départementale des Maires Maire de La Loubière, Vice-Présidente du conseil départemental       |
| 2015             | 2021             | 2015   | 2021     | Jean-Luc Calmelly |        | DVD    | Cadre commercial Maire de Bozouls                                                                                          |
| 2021             | 2028             | 2021   | en cours | Magali Bessaou    |        | LR     | Conseillère sortante, 2ème vice-présidente chargée de la jeunesse, l'éducation, les collèges et l'immobilier départemental |
| 2021             | 2028             | 2021   | en cours | Jean-Luc Calmelly |        | DVD    | Retraité, conseiller sortant, président délégué chargé du Tourisme et l'Attractivité                                       |

### Résultats détaillés

#### Élections de mars 2015
Lors des élections départementales de 2015, le binôme composé de Magali Bessaou et Jean-Luc Calmelly (UMP) est élu au premier tour avec 56,58% des suffrages exprimés, devant le binôme composé de Florence Cayla et Christophe Mery (PRG) (33,31%). Le taux de participation est de 61,92 % (5 771 votants sur 9 320 inscrits) contre 59,71 % au niveau départemental et 50,17 % au niveau national.

#### Élections de juin 2021
Le premier tour des élections départementales de 2021 est marqué par un très faible taux de participation (33,26 % au niveau national). Dans le canton de Causse-Comtal, ce taux de participation est de 42,56 % (4 214 votants sur 9 901 inscrits) contre 43,28 % au niveau départemental. À l'issue de ce premier tour,  le binôme constitué de Magali Bessaou et Jean-Luc Calmelly (DVD , 75,42 %), est élu avec 75,42 % des suffrages exprimés.

## Composition
Le canton du Causse-Comtal est composé de sept communes entières.
| Nom | Code Insee | Intercommunalité | Superficie (km2) | Population (dernière pop. légale) | Densité (hab./km2) | Modifier |
| --- | ---------- | ---------------- | ---------------- | --------------------------------- | ------------------ | -------- |

## Démographie
En 2022, le canton comptait 12 324 habitants, en évolution de +4,72 % par rapport à 2016 (Aveyron : +0,37 %, France hors Mayotte : +2,11 %).
| 2013   | 2018   | 2022   |
| ------ | ------ | ------ |
| 11 510 | 11 947 | 12 324 |